# Marian Kucharski (fotograf)

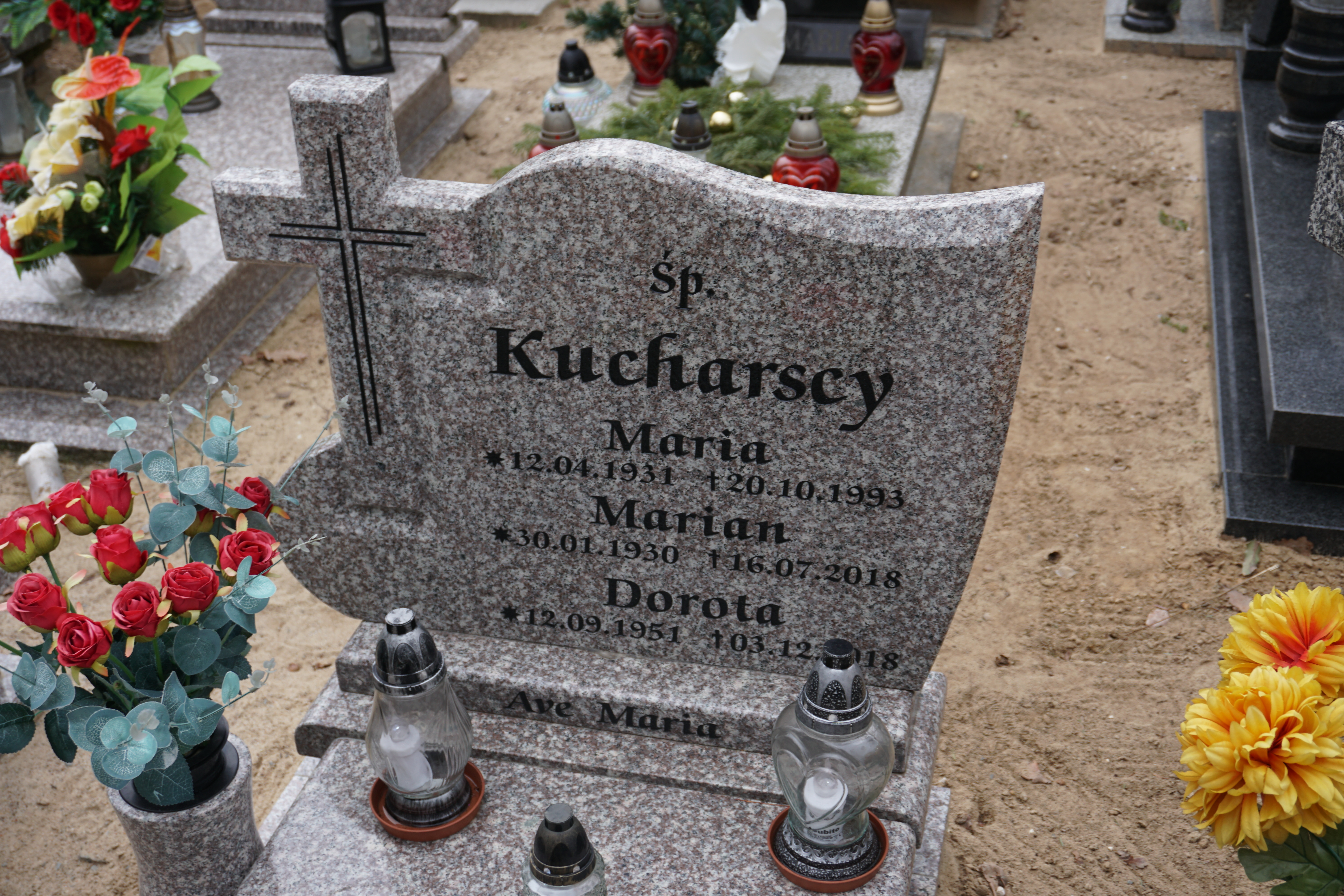
Miejsce pochówku Mariana Kucharskiego na cmentarzu Miłostowo w Poznaniu

Marian Kucharski (ur. 30 stycznia 1930 w Poznaniu, zm. 16 lipca 2018 tamże) – polski artysta fotograf uhonorowany tytułami Artiste FIAP oraz Excellence FIAP. Członek Okręgu Wielkopolskiego Związku Polskich Artystów Fotografików.

## Życiorys
Marian Kucharski fotografował od lat 50. – od czasu kiedy rozpoczął pracę jako dziennikarz (fotoreporter) Gazety Poznańskiej. Od 1957 roku zaczął wystawiać swoje prace (m.in.) na „VIII Ogólnopolskiej Wystawie Amatorskiej Fotografii Artystycznej” w Gliwicach oraz na „III Salonie Fotografii” we Frankfurcie nad Menem. W 1958 roku zaprezentował pierwszą wystawę indywidualną. W 1960 roku został przyjęty w poczet członków Okręgu Wielkopolskiego Związku Polskich Artystów Fotografików (legitymacja nr 271).
Marian Kucharski był autorem i współautorem wielu wystaw fotograficznych, krajowych i międzynarodowych, m.in. organizowanych pod patronatem Międzynarodowej Federacji Sztuki Fotograficznej FIAP, na których otrzymał ponad 200 akceptacji swoich prac. Szczególne miejsce w jego fotograficznej twórczości zajmuje fotografia subiektywna (fotomontaże). Fotografie Mariana Kucharskiego znajdują się w zbiorach Muzeum Narodowego w Poznaniu, Muzeum Narodowego we Wrocławiu, Muzeum Mazurskiego w Olsztynie. W 1967 roku otrzymał tytuł AFIAP (Artiste FIAP), nadany przez Międzynarodową Federację Sztuki Fotograficznej FIAP, w 1970 roku tytuł EFIAP (Excellence FIAP).
Marian Kucharski zmarł 16 lipca 2018, pochowany 20 lipca na cmentarzu komunalnym Miłostowo w Poznaniu (pole 48, kwatera 4).

## Wystawy indywidualne
- Pierwsza wystawa indywidualna – Salon PTF (Poznań 1958)
- Druga wystawa indywidualna – Dni Lotnictwa Polskiego; KMPiK (Poznań 1959)
- „Poszukiwania” – Salon PTF (Poznań 1960)
- IV Wystawa indywidualna – Salon CBWA „Odwach” (Poznań 1961)
- „Wojsko w fotografii” – Galeria Ziemia Nadnotecka (Piła 1962)
- „Barwy dnia” – BWA (Poznań 1964)
- „Fotografika” – Galeria „Prezentacje” (Toruń 1968)
- Wystawy indywidualne – (Przemyśl, Białystok, Sanok, Rybnik, Cieszyn 1969)
- „Ziemia gwałtownie przebudzona” – Salon WOiT (Poznań 1970)
- „Fotografika” – Dom Sztuki (Brno 1971)
- „Cykle” – Stara Galeria ZPAF; (Warszawa 1974)[2]
- „Domek Romański” – Galeria ZPAF (Wrocław 1974)
- „Cykle” – Instytut Polski (Sztokholm 1976)
- „Fotografika” – Klub Fotografików Litewskich (Wilno 1976)
- Wystawa indywidualna – Biblioteka Raczyńskich (Poznań 1994)
- „Mała retrospektywa” (Poznań 2004)[6]
- „Mała retrospektywa” (Piła 2005)

Źródło

## Odznaczenia
- Odznaka „Zasłużony Działacz Kultury” (1973)
- Odznaka Honorowa Miasta Poznania (1979)
- Złoty Krzyż Zasługi (1985)
- Medal 150-lecia Fotografii (1989)
- Medal im. Jana Bułhaka (1997)
- Odznaka honorowa „Zasłużony dla Kultury Polskiej” (2007)[19]

Źródło